# Sumaksläktet
Sumaksläktet (Rhus) är ett släkte med omkring 250 arter i familjen sumakväxter. Det vetenskapliga släktnamnet Rhus kommer från det grekiska ordet för "sumak". Sumaksläktet är buskar, träd och klätterväxter och det finns både lövfällande och städsegröna arter. Av de lövfällande sumakerna finns många där bladen får vackra höstfärger i rött, orange, gult eller mörkviolett. Några arter får dekorativa röda eller rödbruna frukter. 
Några arter, bland annat giftsumak och giftek, placeras ofta i sumaksläktet men anses ibland bilda ett eget släkte, Toxicodendron. Genetiskt skiljer de sig inte så mycket från sumaker, men andra skillnader är att Toxicodendron-arterna är mycket allergena och har gråvita frukter.

## Utbredning
Sumaksläktets arter kommer från subtropiska och tempererade områden i hela världen. Den största artrikedomen finns i Nordamerika, Östasien och södra Afrika.

## Användning
Torkade blad och unga skott av Rhus coriaria från medelhavsområdet och Kanarieöarna innehåller upp till 30 % garvämnen och används till garvning av finare läder, särskilt sådant som även skall färgas, t. ex. marokäng. En annan viktig garvämnesväxt är Rhus semialata, som växer från Himalaja till Japan. Genom stick av en bladlusart bildar den s. k. japanska eller kinesiska galläpplen, av vilka tannin bereds. Som garvämnensväxt används också rönnsumaken (Rhus typhina) från Nordamerika, vilken hos oss är en omtyckt prydnadsväxt.
De torkade bären från en buske inom sumaksläktet som växer vilt i medelhavsområdet kan malas till en krydda, som bland annat används i matlagning i Mellanöstern. Bären köps ofta pulveriserade och ger en syrlig smak istället för citron, åt till exempel libanesiska rätter såsom fattoush.

## Giftighet
Många arter av Rhus är giftiga, särskilt blad och mjölksaft. Några av de kraftigaste ger feber och utslag redan efter beröring.

## Dottertaxa till sumaker, i alfabetisk ordning[1][2]
- Rhus allophyloides
- Rhus amherstensis
- Rhus andrieuxii
- Rhus arborescens
- Rhus aromatica
- Rhus arsenei
- Rhus ashei
- Rhus caudata
- Rhus chinensis
- Rhus chondroloma
- Rhus ciliolata
- Rhus copallina
- Rhus coriaria
- Rhus crenatifolia
- Rhus dhuna
- Rhus duckerae
- Rhus dyeri
- Rhus ernestii
- Rhus fraseri
- Rhus galeottii
- Rhus glabra
- Rhus hartmanii
- Rhus hypoleuca
- Rhus integrifolia
- Rhus jaliscana
- Rhus kearneyi
- Rhus lamprocarpa
- Rhus lanceolata
- Rhus lenticellosa
- Rhus lentii
- Rhus linguata
- Rhus macropoda
- Rhus michauxii
- Rhus microphylla
- Rhus mollis
- Rhus muelleri
- Rhus nelsonii
- Rhus oaxacana
- Rhus ovata
- Rhus potaninii
- Rhus profusa
- Rhus pulvinata
- Rhus punjabensis
- Rhus rubifolia
- Rhus sandwicensis
- Rhus schiedeana
- Rhus striata
- Rhus taishanensis
- Rhus tamaulipana
- Rhus teniana
- Rhus tepetate
- Rhus terebinthifolia
- Rhus trilobata
- Rhus typhina
- Rhus vestita
- Rhus wilsonii
- Rhus virens